# Fighting Temptation
"Fighting Temptation" é um single lançado pela cantora de R&B e pop Beyoncé Knowles com as rappers Missy Elliot, MC Lyte e Free, em 2003 para a promoção do filme The Fighting Temptations (Resistindo a Tentações), em que Beyoncé participa. no ritmo R&B de Beyoncé, juntamente com Missy Elliot, MC Lyte e Free em 2003, para o filme The Fighting Temptations, no qual Beyoncé faz parte.
Como o single foi lançado um mês após o lançamento de Baby Boy, ele não fez muito sucesso e não conseguiu entrar no Billboard Hot 100 nem em nenhum chart da Billboard. O single se destacou mais na Europa, onde conseguiu a 13ª posição na Holanda. Em compensação, o filme fez grande sucesso.

## Formatos
1. "Fighting Temptation" (Album Version)
2. Destiny's Child – "I Know" (Album Version)

## Desempenho nas paradas
| Chart (2003-2004)                     | Peak position |
| ------------------------------------- | ------------- |
| Bélgica - Belgian Ultratop 50 Singles | 37            |
| Países Baixos - Dutch Top 40          | 13            |
| Alemanha - German Singles Chart       | 54            |
| Suíça - Swiss Singles Chart           | 42            |